# الزاوية الخضراء (الفيوم)
قرية الزاوية الخضراء هي إحدى القرى التابعة لمركز سنورس في محافظة الفيوم في جمهورية مصر العربية. حسب إحصاءات سنة 2006، بلغ إجمالي السكان في الزاوية الخضراء 5178 نسمة، منهم 2484 رجل و2694 امرأة.